# Agonandra brasiliensis
Agonandra brasiliensis là một loài thực vật có hoa trong họ Opiliaceae. Loài này được Miers ex Benth. mô tả khoa học đầu tiên năm 1862.

## Hình ảnh

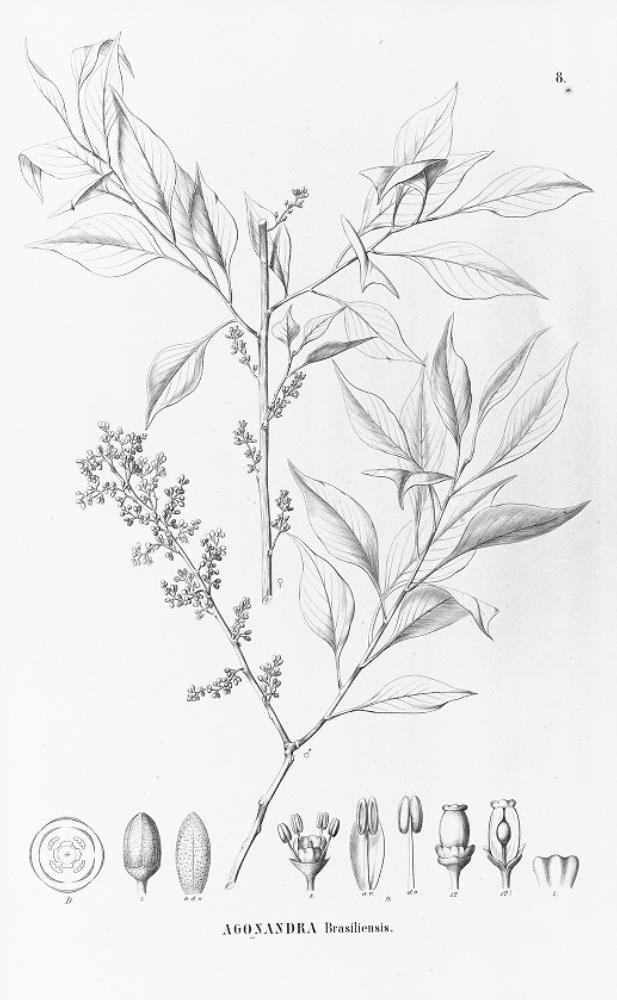
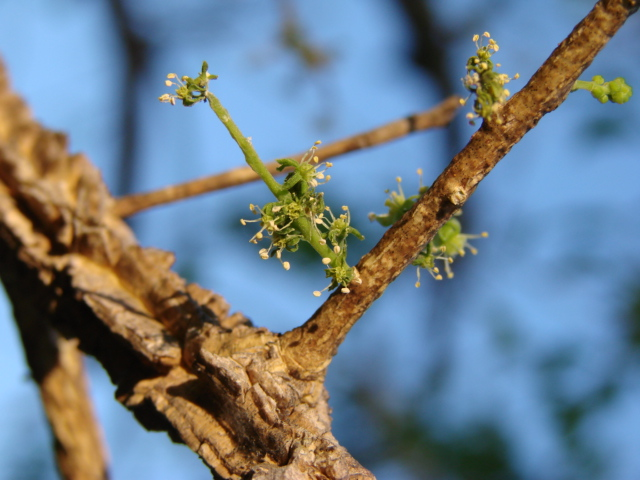
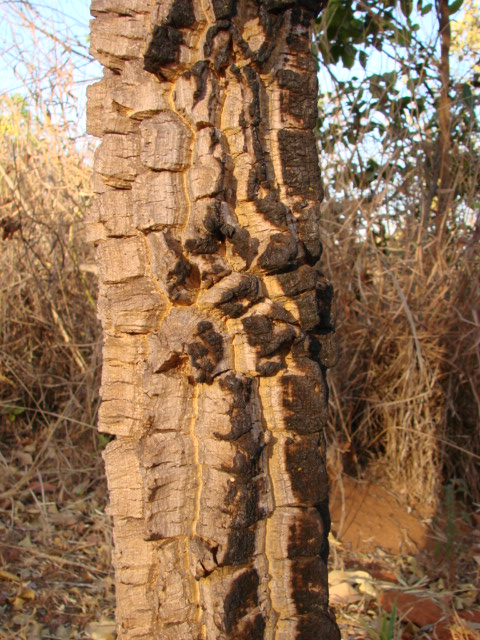